# 160-я улица (линия Джамейка, Би-эм-ти)
160-я улица (англ. 160th Street) — бывшая станция Нью-Йоркского метрополитена, входившая в состав линии Джамейка. Территориально станция находилась в Куинсе, в округе Джамейка, на пересечении Джамейка-авеню со 160-й улицей. На момент закрытия станция обслуживалась единственным маршрутом — J, который работал здесь круглосуточно.
Решение о закрытии этого участка линии было принято из-за нового проекта BMT Archer Avenue Line. Сама конструкция уже не эксплуатировавшейся станции простояла ещё два года и только в 1979 году была разобрана. На замену этой станции была открыта подземная станция BMT Archer Avenue Line Джамейка-Сентер — Парсонс — Арчер. Эта станция располагается в одном квартале к югу: на пересечении Парсонс-бульвара со 160-й улицей, обслуживает пассажиров до сих пор.
Станция представляла собой две боковых платформы и три пути. Платформами были оборудованы только внешние пути: центральный путь платформой не оборудован и никогда не использовался для регулярного движения поездов. Он использовался только для отстоя составов (так как следующая станция — 168-я улица — была конечной). Центральный путь заканчивался съездами на оба внешних пути к западу от станции. Станция имела выход к перекрёстку Джамейка-авеню со 160-й улицей, по которой и названа.

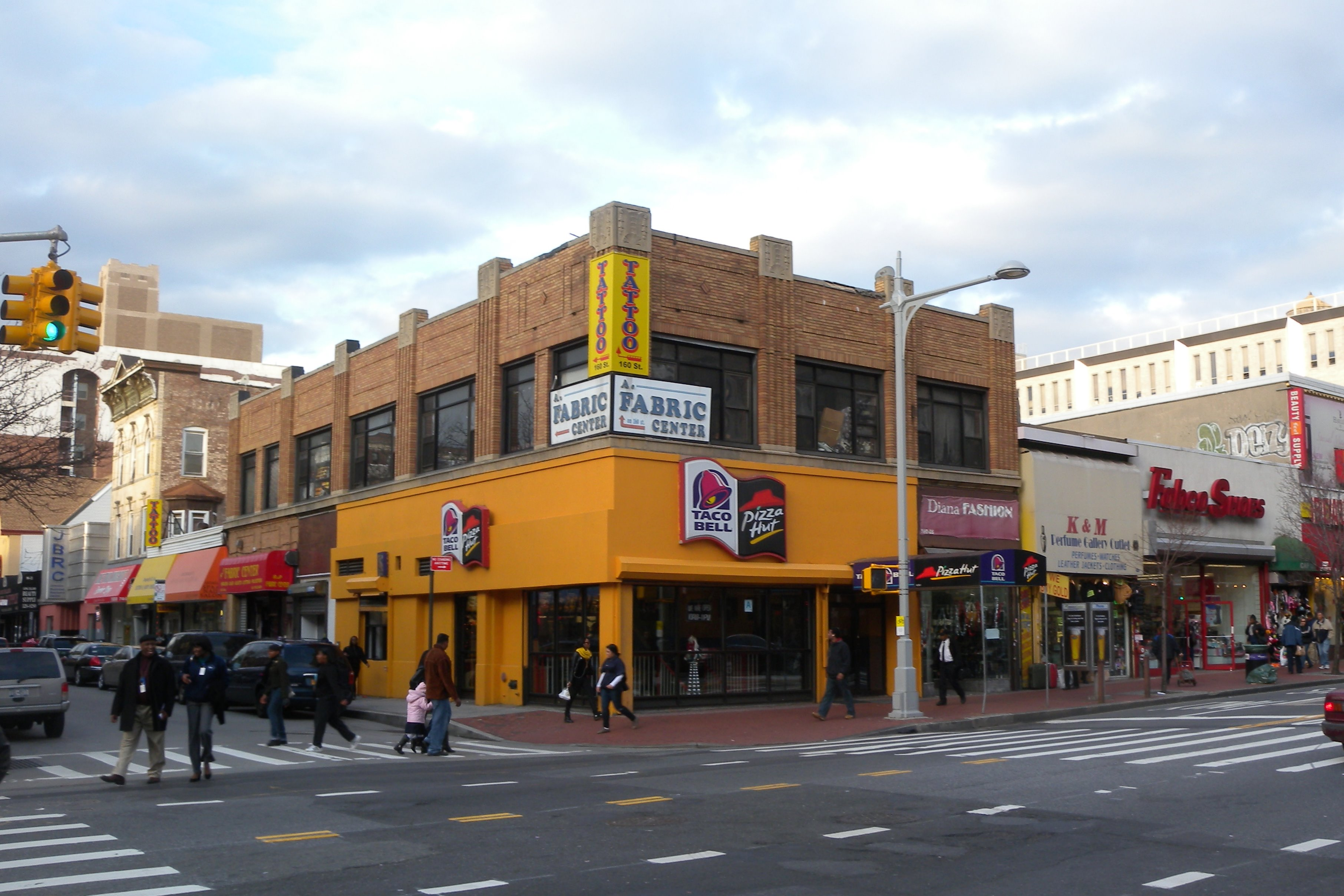
Перекрёсток, где раньше располагалась станция. Фото декабря 2011 года